# Darlington, Wisconsin
Darlington là một thành phố thuộc quận Lafayette, tiểu bang Wisconsin, Hoa Kỳ. Năm 2000, dân số của thành phố này là 2418 người.